# Нижнеикорецкое сельское поселение
Нижнеикорецкое сельское поселение — муниципальное образование в Лискинском районе Воронежской области.
Административный центр — село Нижний Икорец.

## Население
| 2010  | 2012  | 2013  | 2014  | 2015  | 2016  | 2017  |
| ----- | ----- | ----- | ----- | ----- | ----- | ----- |
| 2198  | ↘2138 | ↘2099 | ↘2082 | ↗2123 | ↘2120 | ↘2080 |
| 2018  |       |       |       |       |       |       |
| ↘2056 |       |       |       |       |       |       |

## Населённые пункты
В состав поселения входят 4 населённых пункта:
1. село Масловка
2. село Нижний Икорец
3. хутор Солонцы
4. хутор Стрелка